# Malta
 Der er for få eller ingen kildehenvisninger i denne artikel, hvilket er et problem. Du kan hjælpe ved at angive troværdige kilder til de påstande, som fremføres i artiklen.

 For alternative betydninger, se Malta (flertydig). (Se også artikler, som begynder med Malta)
Malta (officielt: Republikken Malta; maltesisk: Repubblika ta' Malta; engelsk: Republic of Malta) er en sydeuropæisk ø-stat i Middelhavet, godt 90 km syd for Sicilien. Republikken  Malta (maltesisk: Repubblika ta’ Malta) fordeler sig på tre beboede øer hovedøen Malta (246 km²), Gozo (67km²), Comino (3 km²) og de ubeboede småøer Cominotto (0,25 km²), Filfla (6 ha), St. Paul’s Islands (10 ha) og Fungus Rock (0,6 ha). Malta har omkring 400.000 indbyggere på et areal, der er omtrent halvt så stort som Bornholm. Dermed er Malta et af verdens tættest befolkede lande. Det nationale sprog er maltesisk, men engelsk har også status som officielt sprog, og mange maltesere taler desuden italiensk. Malta har et subtropisk klima og et koralhav. 
Malta var en britisk koloni som blev selvstændigt den 21. september 1964 efter at have været under Storbritanniens styre i 174 år. Først 10 år senere, nemlig i 1974, fik Malta sin totale uafhængighed fra Storbritannien og blev en republik. Den 1. maj 2004 blev Malta optaget i EU som unionens mindste land. Den 1. januar 2008 blev euro indført i Malta og afløste maltesiske lira, der havde afløst maltesiske pund. Hovedøen Malta er opdelt i to regioner med fem distrikter. Gozo og Comino danner sammen den tredje region og det sjette distrikt. Navnet Malta går tilbage til den fønikiske betegnelse for et tilflugtssted, grækerne kaldte øen Melite (Μελίτη), hos romerne hed den Melita.
Malta overtog formandskabet i EU fra Slovakiet den 1. januar 2017.

## Historie
Med sin centrale placering i Middelhavet har Malta til alle tider været ombejlet, ikke mindst i krigstider. Øerne har i tidens løb været under både fønikisk, arabisk, normannisk og britisk herredømme. Fra 1530-1798 var landet under Johanniterordenen, hvis medlemmer derfor ofte bliver kaldt malteserridderne.
I 1565 ankom en stor osmannisk (tyrkisk) styrke for at erobre øen, dette medførte en blodig og voldsom belejring. Den osmanniske styrke var i alt på mellem 22.000-48.000 mand, de sejlede til Malta fra Istanbul i en af de største armadaer siden antikkens tid. Undervejs i belejringen fik tyrkerne forstærkning af nordafrikanske pirater. Forsvarerne, der bestod af Johanitterriddere, lokale maltesere og spanske tropper, talte 6.100-8.500. Efter over fire måneders belejring, hvorunder de bl.a. afskød ca. 130.000 kanonkugler, trak tyrkerne sig den 11. september 1568. De efterlod 20.000-25.000 egne døde, mens forsvarerne havde mistet ca 2.500 soldater og ca 7.000 civile maltesere. Hovedstaden på Malta, Valetta, er opkaldt efter johanitterordenens leder af forsvaret, Jean de Valette.
Under 2. verdenskrig var Malta endnu en gang i centrum på grund af den geografiske nærhed til Italien. Øerne blev sønderbombet af aksemagterne, og Malta modtog under krigen George Cross for civilbefolkningens tapperhed. Korset indgår nu i Maltas flag.

## Styreform
Maltas regering ledes af den partileder, som har flertal i etkammerparlamentet, repræsentanternes hus, der på maltesisk kendes som Il-Kamra tad-Deputati.
Landets statsminister sidder i Auberge de Castille i Valletta.

## Erhverv
Turisme er vigtig for Malta, men andre dele af servicesektoren er også i vækst. De to traditionelle erhvervsgrene er landbrug og fiskeri. Landbrug bliver overvejende drevet på Gozo. Der dyrkes forskellige grønsags og kornarter og vin. Alligevel er Malta kun selvforsynende med 20 % af fødevarerne. 

## Turisme
I Danmark er Malta kendt som et populært feriemål for charterturister. Omkring 1,2 millioner turister besøger hvert år Malta. Det er tre gange flere end der er beboere. Infrastrukturen for turister er blevet forbedret meget i løbet af årene og et større antal hoteller findes på øen, selvom overudvikling og nedrivning af traditionelle boliger er en voksende bekymring. Et stigende antal maltesere tager nu væk fra øen på ferie.